# Saint-Maurice-Navacelles
Saint-Maurice-Navacelles är en kommun i departementet Hérault i regionen Occitanien i södra Frankrike. Kommunen ligger i kantonen Le Caylar som tillhör arrondissementet Lodève. År 2022 hade Saint-Maurice-Navacelles 184 invånare.

## Befolkningsutveckling
Antalet invånare i kommunen Saint-Maurice-Navacelles
Referens:INSEE